# Lincoln MKT
La MKT è un'autovettura crossover full-size di lusso a cinque porte prodotta dalla Lincoln dal 2010 al 2019.

## Il contesto
La MKT, nella gamma Lincoln, è collocata sopra la mid-size Lincoln MKX e sotto il più grande Lincoln Navigator. La MKT condivide componenti con la Ford Flex e con la quinta generazione del Ford Explorer.
La MKT non possiede un vero e proprio modello antenato. In ogni caso, sia la MKT che la MKX hanno in pratica sostituito la Lincoln Aviator nonostante quest'ultima appartenga ad una tipologia di veicoli relativamente differente. La lettera "T" nel nome della MKT significa "turismo"

## La concept car

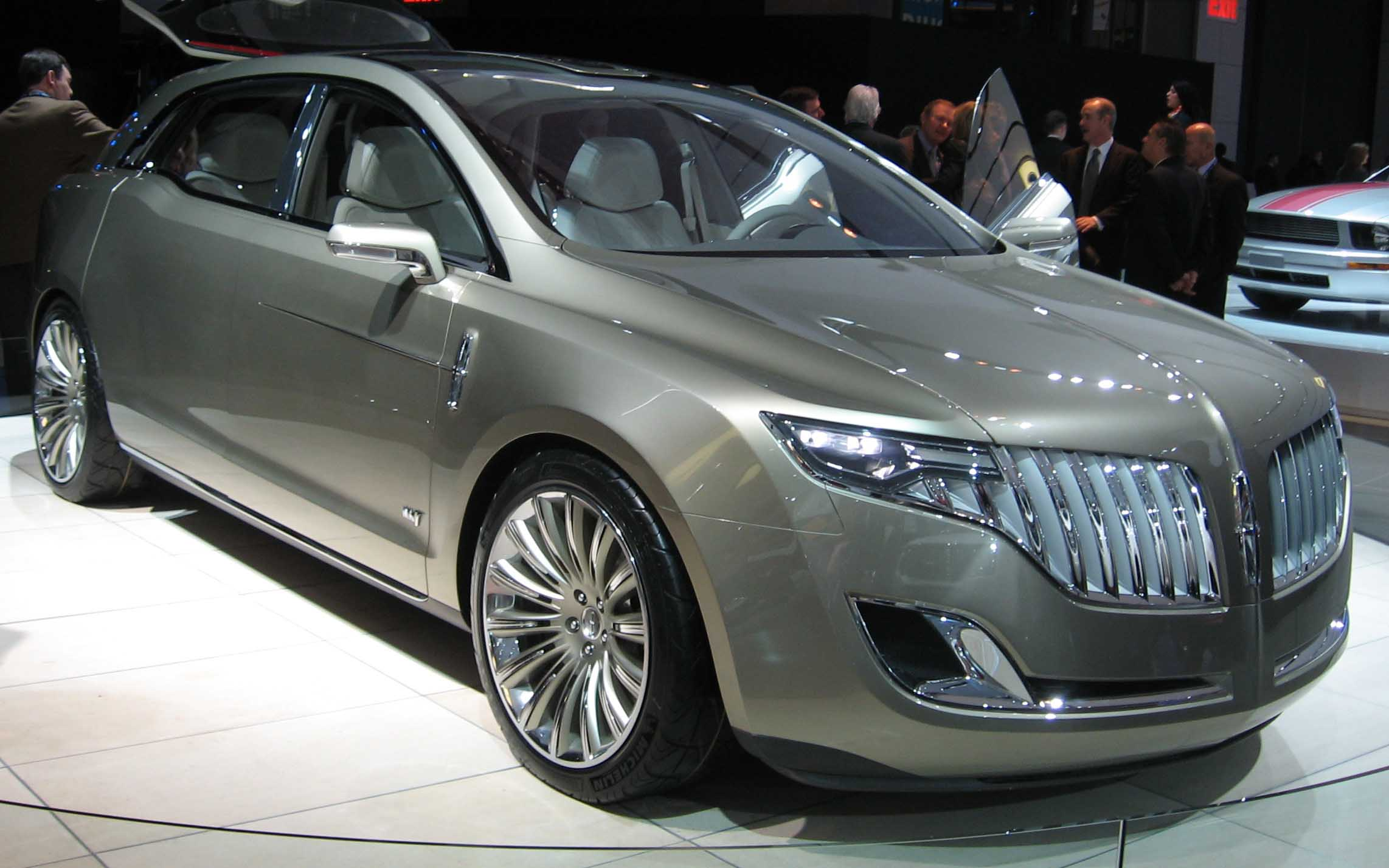
La Lincoln MKT concept car

La concept car della Lincoln MKT è stata presentata al pubblico nel 2008 al salone dell'automobile di Detroit. Questo veicolo era dotato di un abitacolo in configurazione 2+2, un tettuccio in vetro e di un motore V6 da 3,5 L turbocompresso ed a iniezione diretta.

## Il modello prodotto di serie

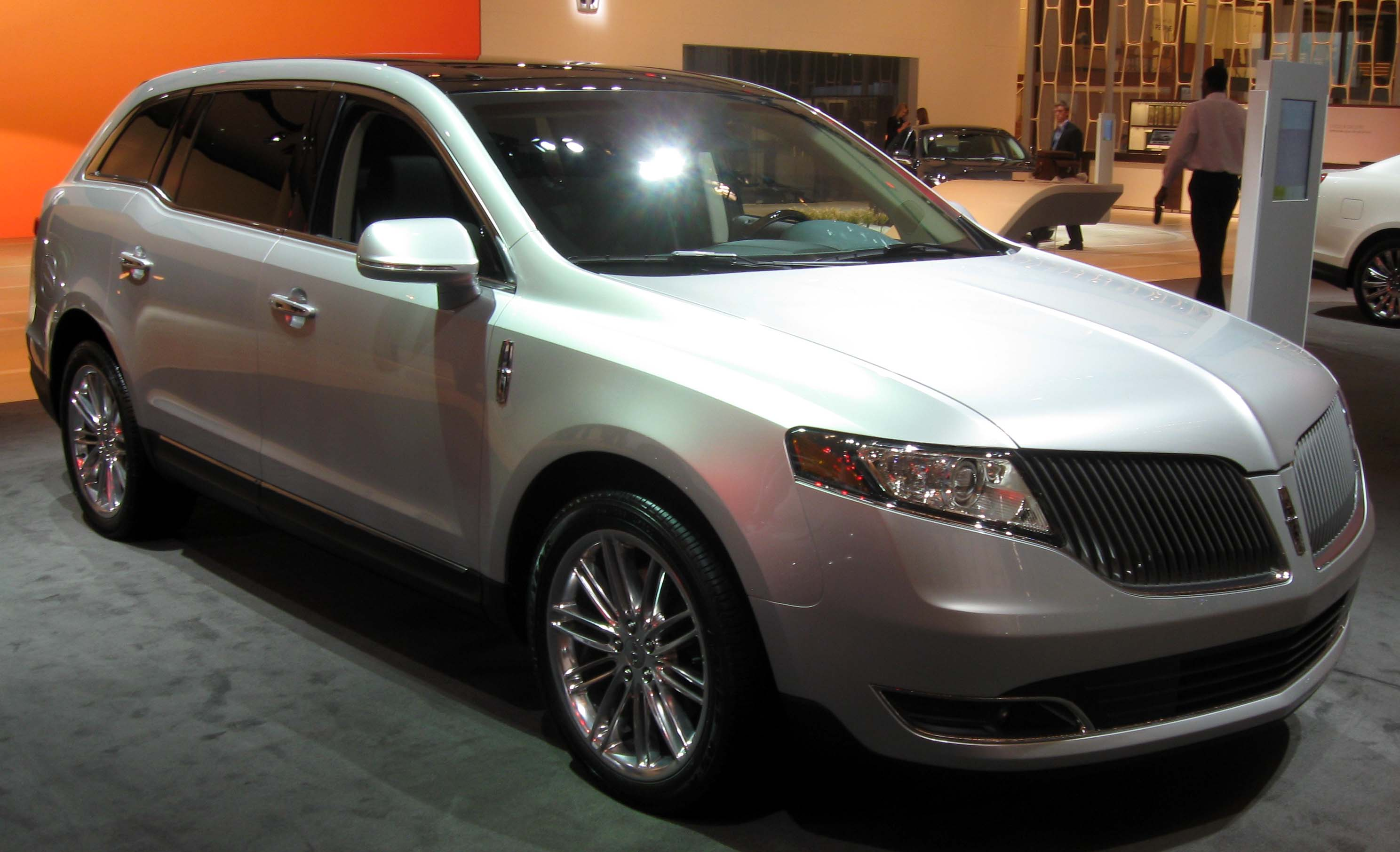
Una Lincoln MKT del 2013

La MKT è entrato in produzione di serie nel luglio del 2009 per il model year 2010 nello stabilimento di Oakville, in Canada, l'unico dove la MKT è stata assemblata. Il modello è dotato della stessa struttura a monoscocca della Ford Flex e della quinta serie del Ford Explorer. La MKT possiede un design completamente diverso, e differenti sono anche i pannelli della carrozzeria. La linea è parzialmente in comune con quella della concept car Lincoln MKR e della berlina full-size Lincoln MKS, basata sulla versione più piccola del pianale della MKT. La MKT è offerta a sette o sei posti. Nel primo caso è possibile trasportare due passeggeri nella prima fila di sedili, tre nella seconda e due nell'ultima. La configurazione a sei posti prevede la presenza di una consolle centrale nella seconda fila di sedili, e ciò comporta la diminuzione del numero dei passeggeri trasportabili. La MKT è basata sul pianale D4 della Ford.

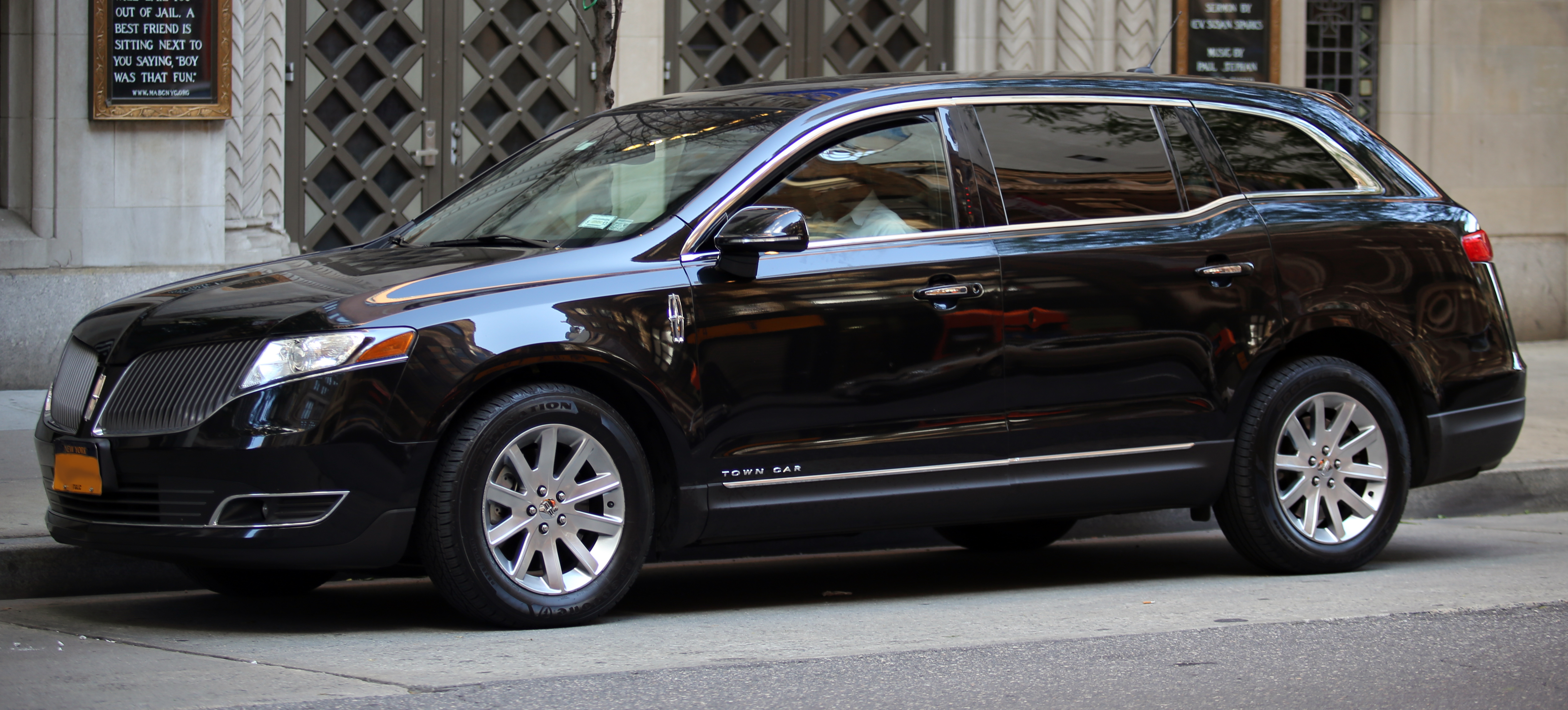
Lincoln MKT Town Car

La MKT base ha installato un motore V6 normalmente aspirato da 3,7 L e ad iniezione diretta che è anche utilizzato sulla MKS. È anche disponibile il propulsore che è stato già montato sulla concept car e che eroga 355 CV di potenza. Entrambi i motori sono accoppiati ad un cambio automatico a sei rapporti e sono montati anteriormente. La MKT possiede un servosterzo elettrico in luogo del più comune servosterzo idraulico. Inoltre, il modello è dotato di sensori di parcheggio ad ultrasuoni. Per contenere il peso, molti componenti come i pannelli interni della carrozzeria ed il supporto del radiatore sono fabbricati in lega leggera, mentre i pannelli esterni del corpo vettura sono in alluminio. Oltre alla versione a trazione anteriore, è anche disponibile una versione a trazione integrale che è mossa dal motore sovralimentato da 3,5 L.
I concorrenti migliori della MKT sono l'Acura MDX, l'Audi Q7, l'Infiniti JX e la Mercedes-Benz Classe R.
Nell'ottobre del 2010 la Ford ha annunciato il lancio di una versione limousine della MKT che avrebbe sostituito la Lincoln Town Car. A metà febbraio dell'anno successivo il modello è stato presentato al pubblico con il nome di "MKT Town Car".
Nel 2011 la MKT è stata oggetto di un facelift, presentato al salone dell'automobile di Los Angeles con aggiornamenti esterni e interni e motore da 3,7 L potenziato.